# UAZ-469
UAZ-469 je osobní terénní dvounápravový automobil s pohonem všech kol, s karosérií s odnímatelnou střechou a se sklopnou zadní stěnou vyráběný ruskou automobilkou UAZ. Je určený k přepravě osob a nákladu po pozemních komunikacích i v terénu, při čemž za něj lze připojit přívěs. Byl používán hlavně v armádě bývalého SSSR. V Rusku a zemích bývalého Východního bloku slouží dodnes.

## Výroba
Produkce UAZu započala v roce 1971, když měl nahradit zastaralý model GAZ 69, který byl vyráběn ve stejném závodě od roku 1953. První kusy opustily výrobní linku Uljanovského automobilového závodu v Uljanovsku koncem roku 1972 a od počátku roku 1973 byla postupně zahájena jejich hromadná výroba, která skončila v roce 1985. Od tohoto roku procházel UAZ modernizačním programem a jeho výroba pokračovala pod označením UAZ-3151. Vzhledově se však nijak zvlášť neliší od svého předchůdce UAZu-469, má však silnější motor, lepší pružení a ergonometrii a od roku 1996 nedělené přední sklo (označení UAZ-31512). V současnosti je již připraven k výrobě nový model UAZ-3172, ale v důsledku nedostatku finančních prostředku v ruské armádě k tomu dosud nedošlo. Ve stejnou dobu byly UAZy vyráběny pod označením Beijing 212 v Číně.
Nástupcem UAZu-469 je model UAZ Hunter.

## Popis
UAZ-469 je pětidveřový, sedmimístný otevřený terénní vůz, který má motor umístěn vpředu, pohon zadních kol a zapínatelný pohon 4x4. Řadový čtyřválec GAZ s rozvodem OHV má objem 2445 cm³, vrtání i zdvih 92 mm, kompresi 6,7, karburátor K126 a výkon 55 kW (75 koní) při 4000 ot/min. Je vybaven čtyřstupňovou převodovkou s redukcí. Má rozvor 2380 mm, rozchod kol 1442/1442 mm, vnější rozměry 4025 × 1805 × 2020 mm, hmotnost 1600 kg. Maximální rychlost, které může dosáhnout je 100 km/h.

## Služba
Během roku 1974 byly UAZy-469 nakupovány pro potřeby ČSLA převážně v modifikacích B a BI (bez redukcí v kolech oproti základnímu typu UAZ-469) a postupně nahrazovaly u útvarů legendární „Gaziky“. Československá armáda UAZy zařadila u všech útvarů po celém území státu, kde plnily roli všestranného automobilu s dobrou průchodností a spolehlivostí v terénu. Tuto roli stále plní i v dnešní Armádě České republiky, v průběhu let došlo pouze k částečnému nahrazení terénním vozem Land Rover Defender. V listopadu 2020 byla podepsána rámcová smlouva na vozy Toyota Hilux, které v AČR nahradí UAZy i Land Rovery. Slovenská armáda jejich nahrazování ještě vůbec nezačala.
Jako speciální nástavba je v české armádě používána chemická průzkumná verze UAZ-469 CH a UAZ-469 TEP (technická pozorovatelna). V některých cizích armádách slouží tento terénní osobní automobil jako nosič lehkých zbraňových systémů včetně velkorážných kulometů, bezzákluzových kanónů, nebo lehkých raketometů. UAZ-469 se rozšířil téměř do všech koutů světa. V Evropě se nachází ve všech státech bývalé Varšavské smlouvy mimo Rumunska a dále ho najdeme v Chorvatsku, Srbsku (speciální policejní jednotky) a Finsku. Blízký východ rovněž brázdí značné množství v armádách Sýrie, Iráku, Íránu, Egypta a Jemenu. Další státy jsou Afghánistán, Mongolsko, Vietnam, Laos, Kambodža, KLDR, Etiopie, Angola, Mosambik, Kuba a Nikaragua.

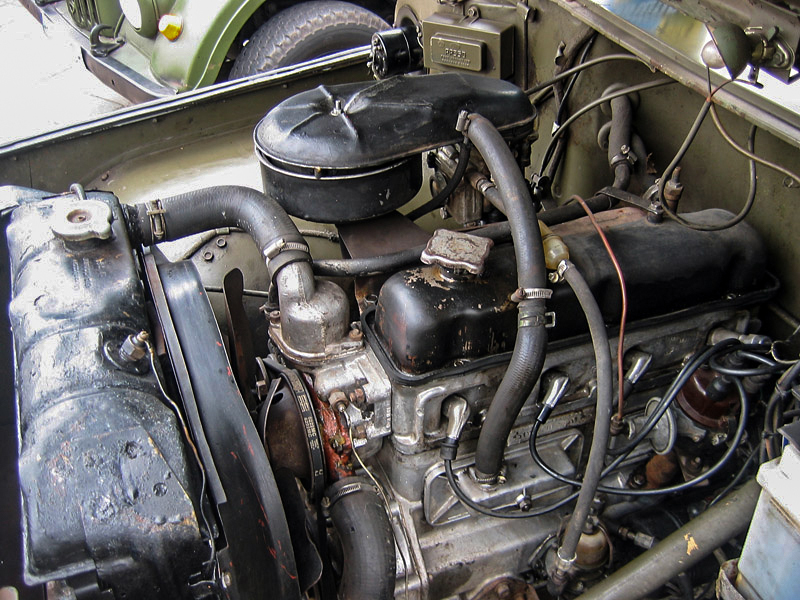
UMP-4178 - motor vozu UAZ-469
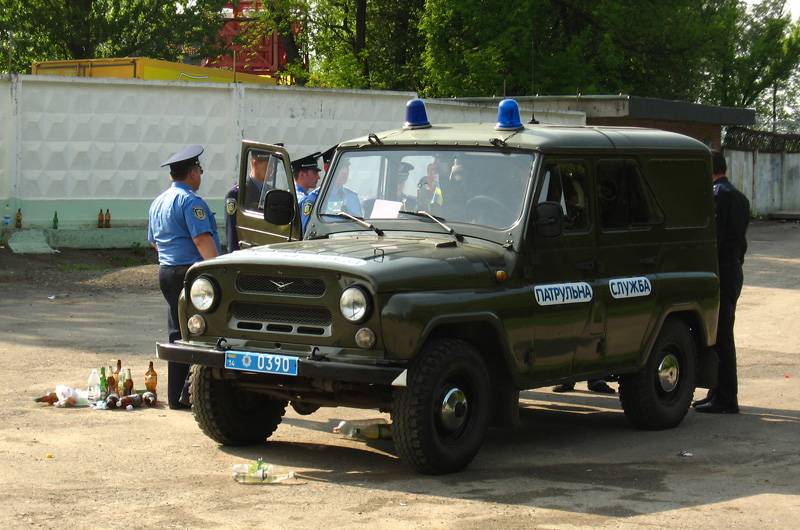
UAZ-3151 UMM ukrajinské policie
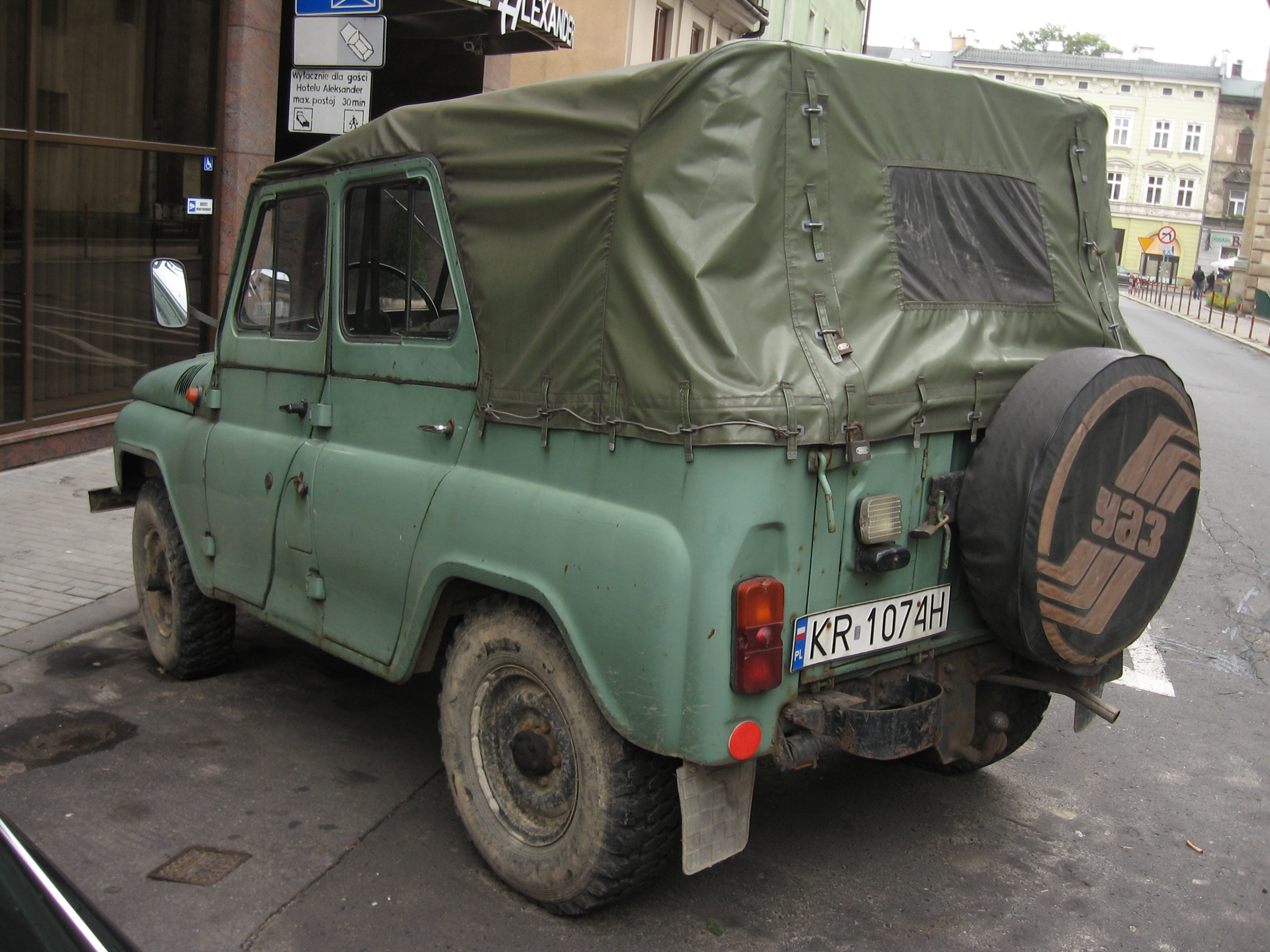
UAZ-469 v Garbarské ulici v Krakově
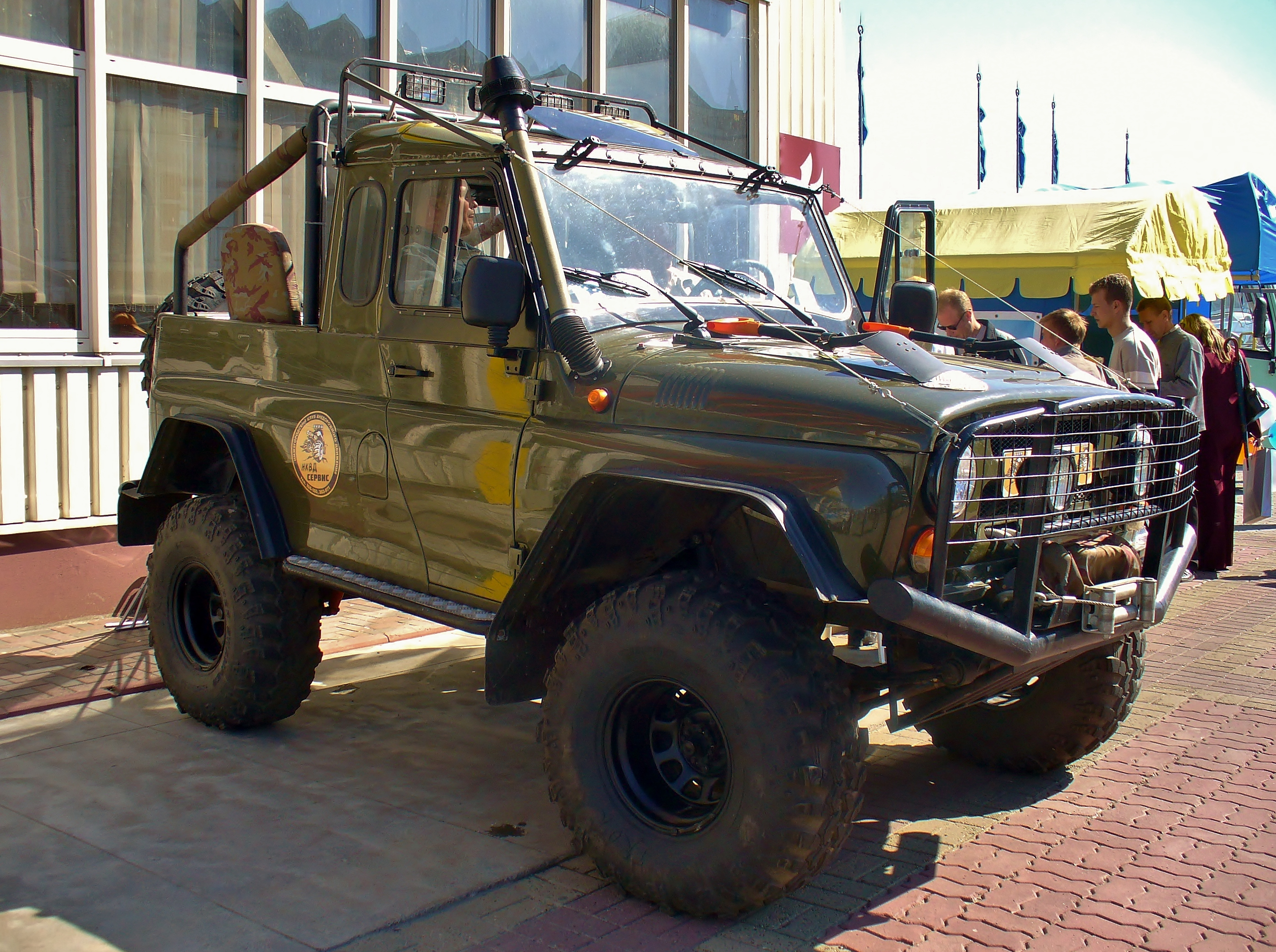
UAZ-3150 aka UAZ Sport
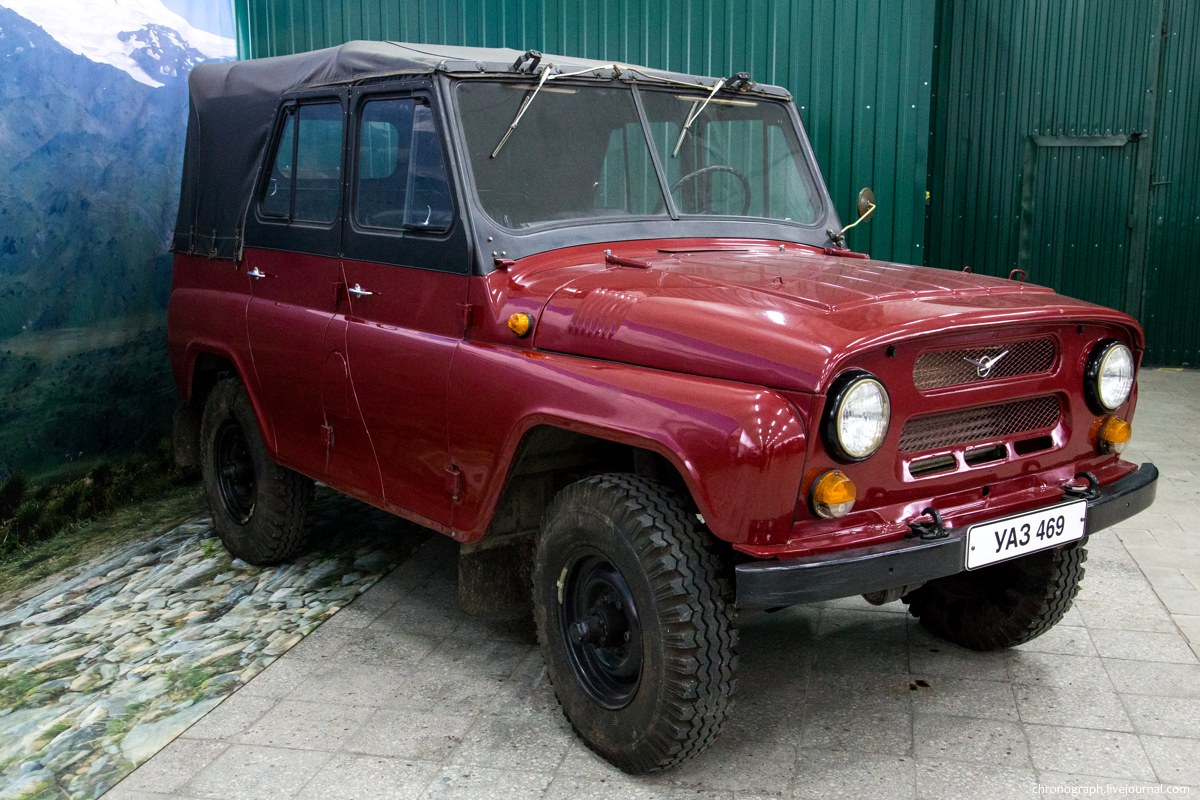
UAZ-469 v muzeu
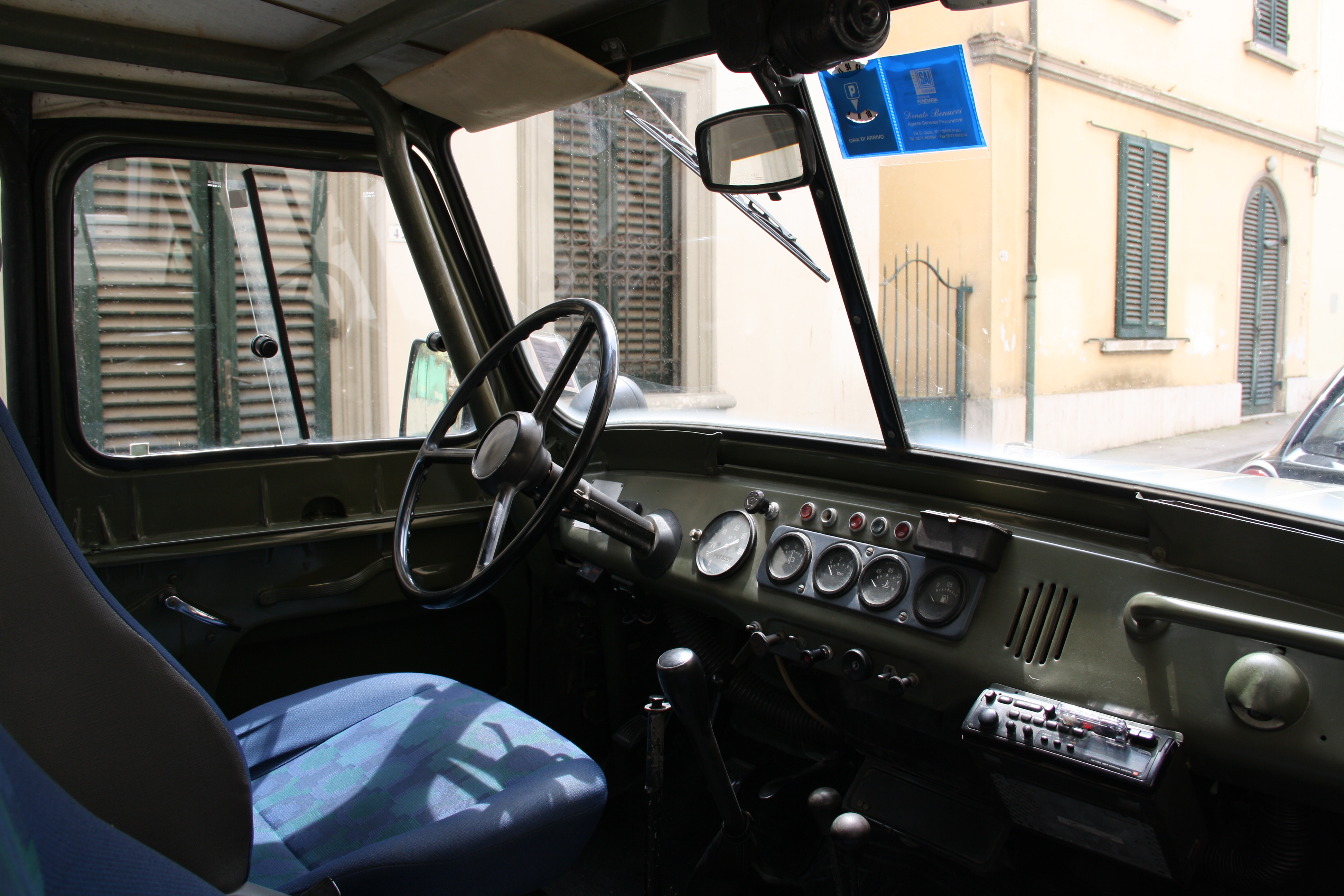
Interiér vozu UAZ-469
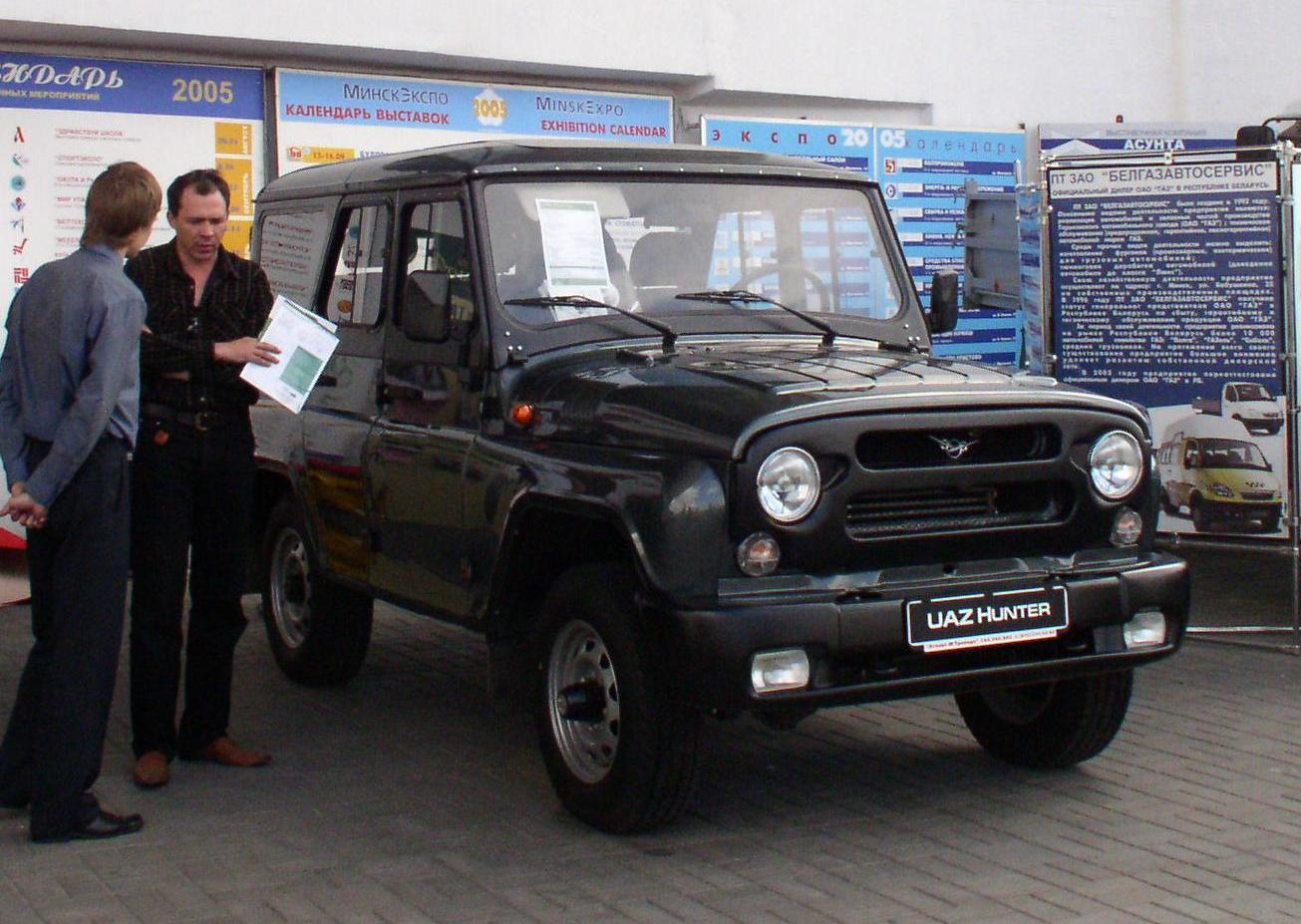
UAZ Hunter

## Varianty

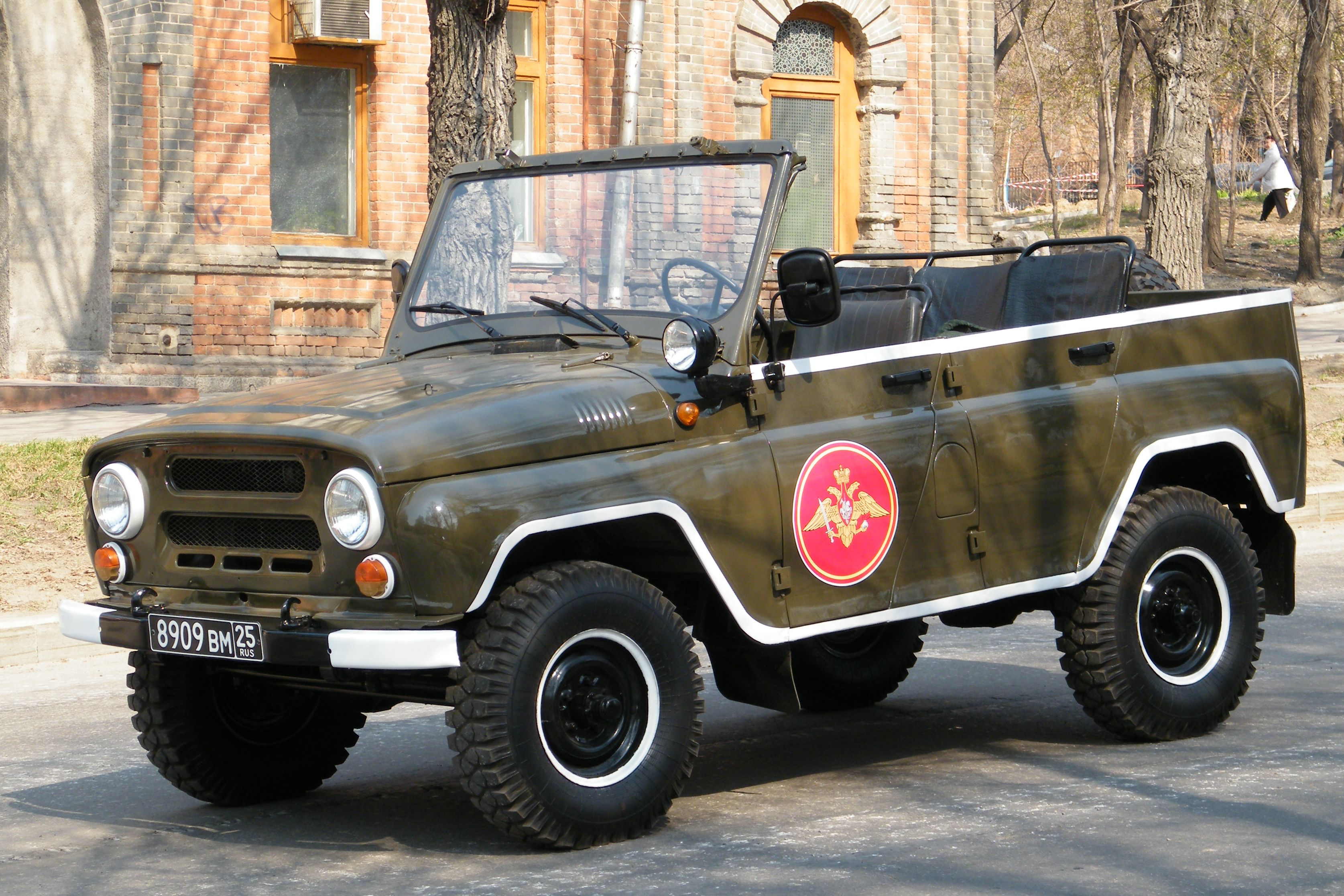
UAZ-3151

UAZ-469 - automobil pro speciální účely s odrušeným elektrickým příslušenstvím a s hnacími nápravami se stálou redukcí v kolech
UAZ-469 B - automobil pro všechny účely s hnacími nápravami bez stálých redukcí v kolech, bez vyššího stupně odrušení a bez hledacího světlometu
UAZ-469 BI a BIE - automobil pro všechny účely s hnacími nápravami bez stálých redukcí v kolech, s vyšším stupněm odrušení elektrické výstroje a s hledacím světlometem, od roku 1978 s teleskopickými tlumiči pérování
UAZ-469 B, BI a BIE - terénní automobil se zvýšenou průchodivosti, dvounápravový s oběma nápravami hnacími. Povolené zatížení je 2 osoby a 600 kg nákladu, nebo 7 osob a 100 kg nákladu. Je univerzální.